# Corcodel cu gât roșu
Corcodelul cu gât roșu (Podiceps grisegena) este o specie relativ mică de păsări de apă din [familie (biologie)|familia]] Podicipedidae.

## Taxonomie
Corcodelul cu gât roșu a fost descris de polimatul francez Georges-Louis Leclerc, conte de Buffon, în 1781, în lucrarea sa Histoire Naturelle des Oiseaux. Pasărea a fost, de asemenea, ilustrată într-o planșă colorată manual și gravată de François-Nicolas Martinet în Planches Enluminées D'Histoire Naturelle, care a fost produsă sub supravegherea naturalistului francez Edme-Louis Daubenton pentru a însoți textul lui Buffon/ Nici legenda planșei, nici descrierea lui Buffon nu au inclus un nume științific, dar în 1783 naturalistul olandez Pieter Boddaert a inventat numele binomial Colymbus grisegena în catalogul său Planches Enluminées. Ulterior, localizarea tip a fost desemnată ca fiind în Franța. Corcodelul cu gât roșu este acum încadrat în genul Podiceps, care a fost creat de naturalistul englez John Latham în 1787.
Denumirea generică, Podiceps, provine din două cuvinte latine: podicis, care înseamnă „orificiu” sau „anus” și pes, care înseamnă „picior” Aceasta este o referire la punctul de prindere al picioarelor păsării — la extremitatea posterioară a corpului său. Numele speciei grisegena provine din latinescul griseus (gri) și gena (obraz) și se referă la modelul feței adultului în perioada reproducerii.
Există două subspecii:
- P. g. grisegena – forma nominalizată se întâlnește în Europa și în vestul Asiei;
- P. g. holbollii (anterior holboelii) Reinhardt, 1854 – în America de Nord și Siberia de est.

## Galerie

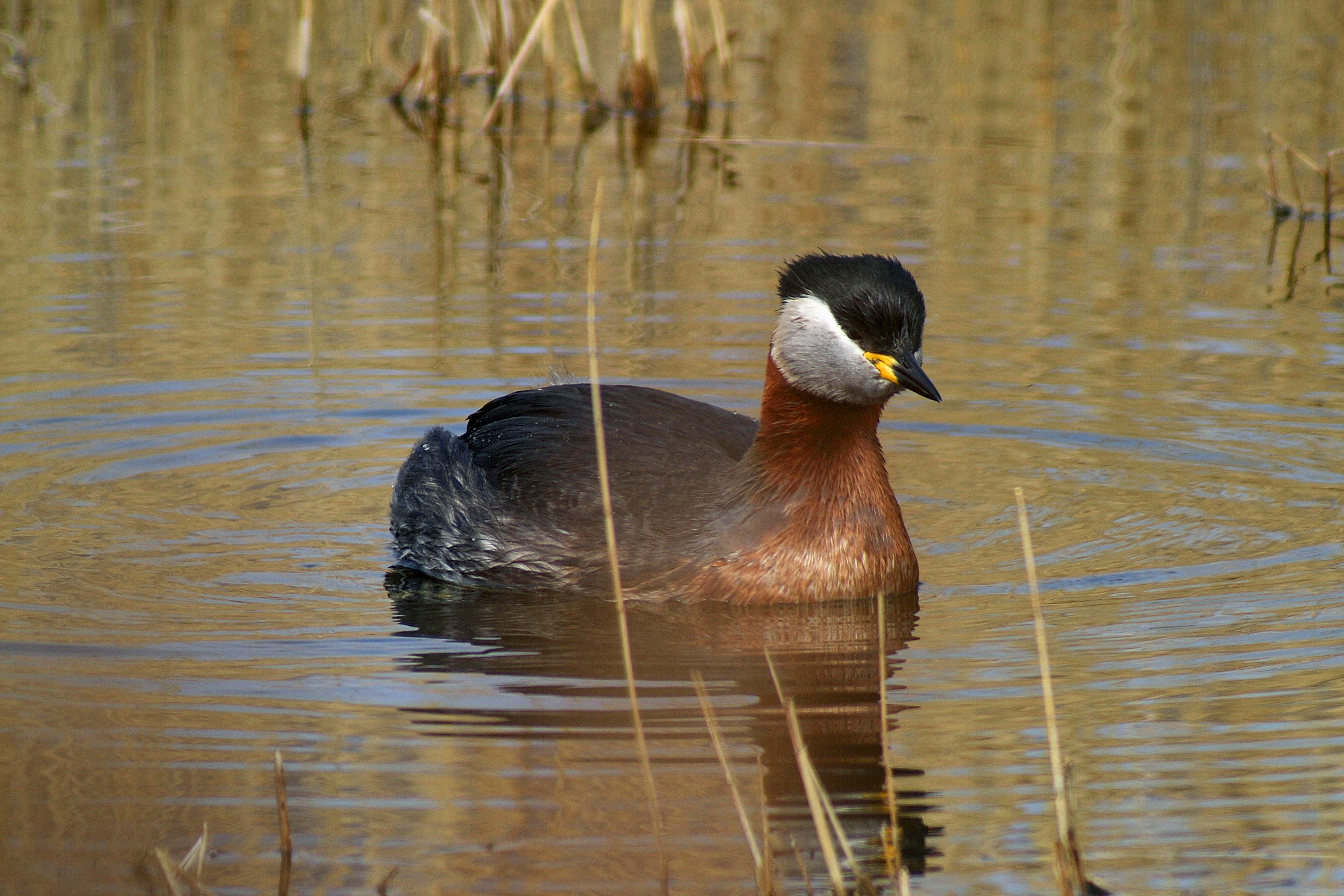
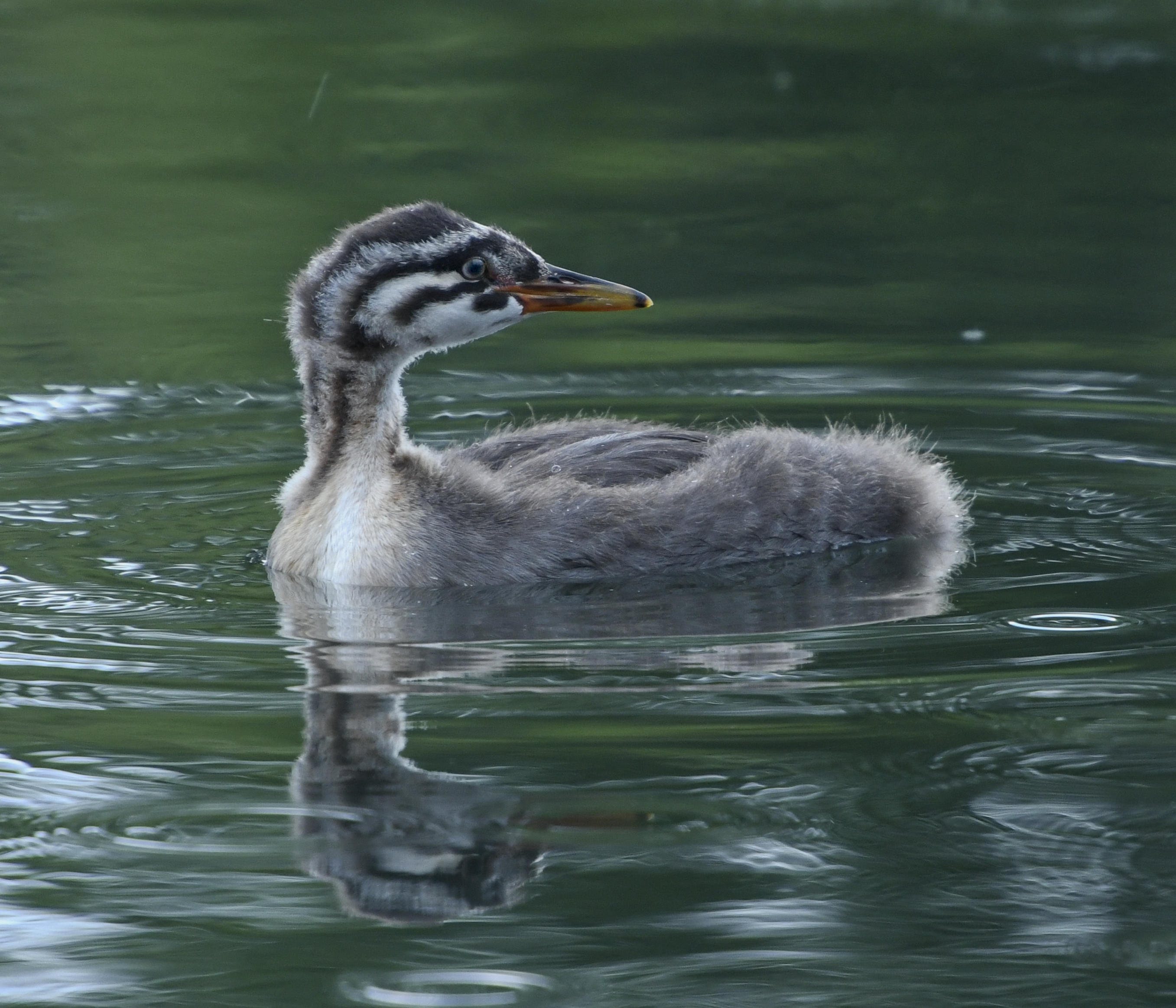
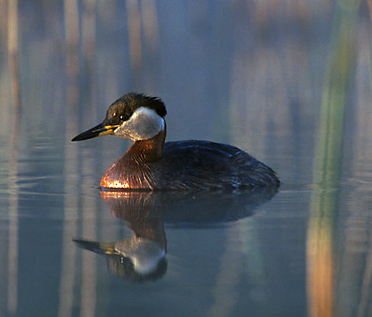
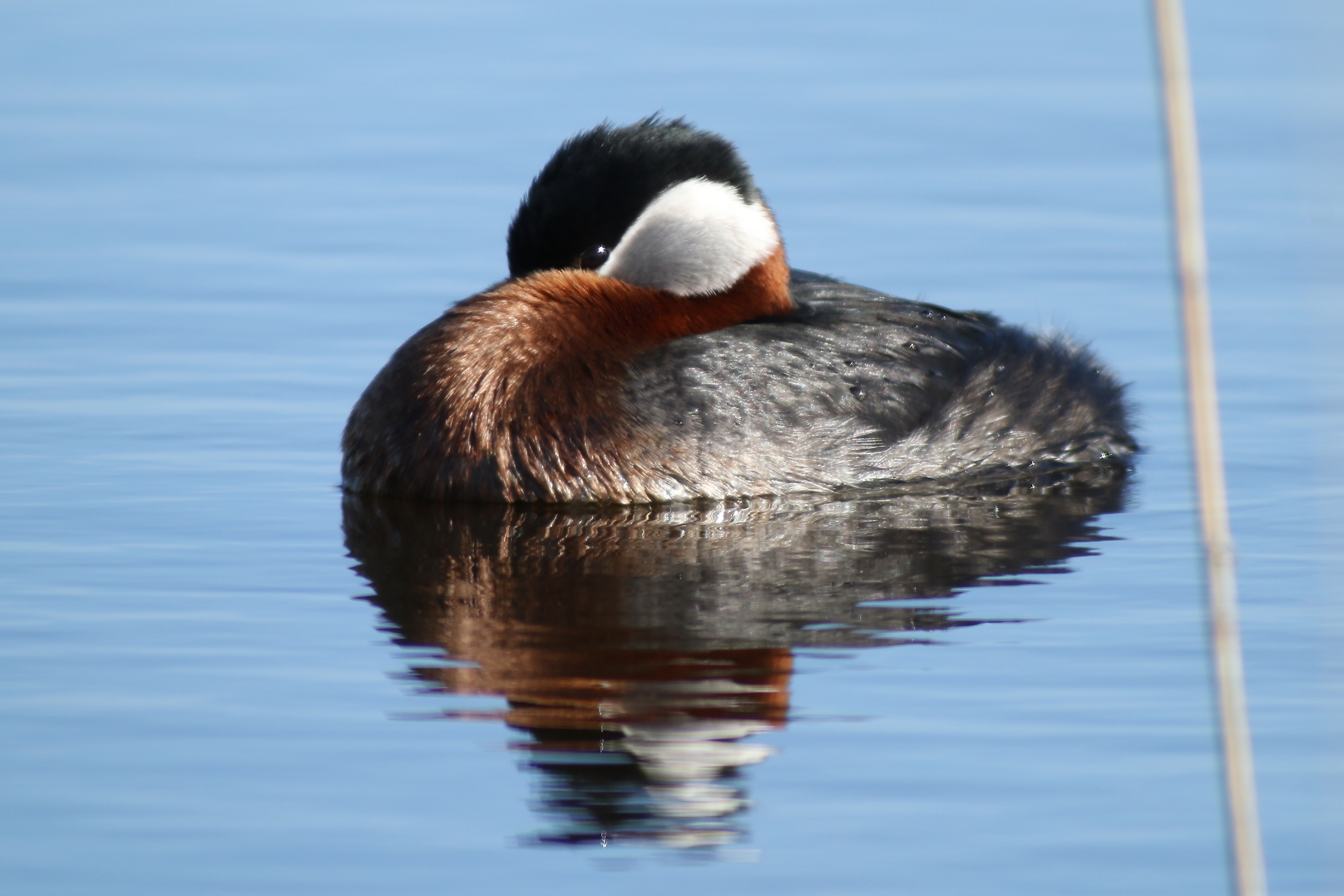